# Roger Durán
Roger Durán es un deportista venezolano que compitió en judo. Ganó dos medallas en el Campeonato Panamericano de Judo, en los años 1990 y 1992.

## Palmarés internacional
| Campeonato Panamericano | Campeonato Panamericano | Campeonato Panamericano | Campeonato Panamericano |
| Año                     | Lugar                   | Medalla                 | Categoría               |
| ----------------------- | ----------------------- | ----------------------- | ----------------------- |
| 1990                    | Caracas (Venezuela)     | Medalla de plata        | –60 kg                  |
| 1992                    | Hamilton (Canadá)       | Medalla de bronce       | –65 kg                  |